# 1992 UW
1992 UW är en asteroid i huvudbältet som upptäcktes den 21 oktober 1992 av den japanska astronomen Satoru Otomo i Kiyosato.
Asteroiden har en diameter på ungefär 5 kilometer.